# レールテ駅
レールテ駅（レールテえき、ドイツ語: Bahnhof Lehrte）はドイツのニーダーザクセン州ハノーファー近郊のレールテにあるドイツ鉄道の駅である。

## 歴史
1843年にハノーファー-ブラウンシュヴァイク線およびベルリン-レールテ線の駅として開業した。レールテは19世紀半ばまでに王立ハノーファー邦有鉄道（ドイツ語: Königlich Hannöverschen Staatseisenbahnen）の主要なジャンクションに成長し、鉄道の街として知られるようになった。1845年から翌1846年にかけては支線のレールテ-ツェレ線およびレールテ-ノルトシュテンメン線が開業した。1844年には新古典主義建築様式の駅舎が建設された。
ベルリン-レールテ線はマクデブルク-ハルバーシュタット鉄道（ドイツ語: Magdeburg-Halberstädter Eisenbahngesellschaft, MHE）によって建設され、1871年に全線開業した。マクデブルクおよびブラウンシュヴァイクを経由する路線と競合関係になった。終点はベルリン・レールテ駅（現在のベルリン中央駅付近）であったが、1958年に廃止された。
1998年にはベルリン-レールテ線に並行してハノーファー-ベルリン高速線が開業した。レールテ駅、ヴォルフスブルク中央駅、エービスフェルデ駅、シュテンダール駅、シュパンダウ駅を経由するが、現在のレールテ駅はローカル列車のみが停車し、ベルリン方面へのICE・ICやライプツィヒ方面へのICは通過する。